# عازف بيانو
عازف بيانو Pianist هو موسيقي يعزف على آلة البيانو. يمكنه عزف قطع منفردة، أو بمرافقة مغني أو مع فرقة موسيقية كاملة. من أبرز الأنواع الموسيقية التي يمكن لعازف البيانو تأديتها الموسيقى الكلاسيكية والجاز وكل أنواع الموسيقى الشعبية.
من أشهر العازفين المهرة عبر التاريخ: إسحاق ألبينيز – شارل فالنتين – بيلا بارتوك – لودفيغ فان بيتهوفن – يوهانس برامز – فيروتشو بوسوني – فريدريك شوبان – كلود ديبوسي – فرانتس ليست – مندلسون – موتسارت – سيرجي بروكوفيف – سيرجي رحمانينوف – أنتون روبنشتاين – روبرت شومان – ألكسندر شريابن – دميتري شوستاكوفيتش – كارل ماريا فون فيبر- يانى والعازف السوري مالك جندلي العازف الفرنسي ريتشارد كلايدرمان

## اقرأ أيضاً
- لانغ لانغ
- جيمس  بيس